# Lymfedrainage
Lymfedrainage is een behandeling met de bedoeling de afvoer van overtollig lymfevocht te bewerkstelligen als het lichaam daartoe zelf niet in staat is. Door massage van de lymfeklieren en de lymfebanen kan de lymfeafvoer worden gestimuleerd. Lymfedrainage is een speciale massage waarbij de stroming van het lymfevocht wordt gevolgd.
Vaak zijn hiernaast andere behandelingsmethoden nodig:
- Ambulante compressietherapie (zwachtelen) of
- Therapeutische elastische kousen
- Lymfetaping; door het aanbrengen van een soort pleisterstrips de lymfeafvoer stimuleren
- Stimulatie door elektrische pulsen, door middel van kleef-pads op de huid, bedraad of draadloos verbonden met een computer (Compex)

## Techniek
Lymfedrainage wordt uitgevoerd door getrainde therapeuten met behulp van zachte, ritmische bewegingen met de handen en vingers. Deze bewegingen bevorderen de stroom van lymfevocht door het lymfestelsel. Specifieke handgrepen en sequenties worden toegepast om de lymfeklieren te stimuleren en het lymfevocht naar gezonde lymfevaten te verplaatsen.

## Voordelen en toepassingen
Lymfedrainage wordt gebruikt als onderdeel van de behandeling voor verschillende aandoeningen, waaronder:
1. Lymfoedeem: Een aandoening waarbij er een ophoping van lymfevocht is, meestal in de armen of benen, als gevolg van een gestoorde lymfestroom.
2. Postoperatieve zwelling: Lymfedrainage kan helpen bij het verminderen van zwelling en het versnellen van het herstel na chirurgische ingrepen.
3. Ontgifting: Door het stimuleren van het lymfestelsel kan lymfedrainage helpen bij het verwijderen van toxines en afvalstoffen uit het lichaam.
4. Immuniteitsversterking: Door de lymfestroom te verbeteren, kan lymfedrainage de immuniteit versterken en het vermogen van het lichaam om infecties te bestrijden vergroten.

## Voorzorgsmaatregelen
Hoewel lymfedrainage over het algemeen veilig is, zijn er enkele voorzorgsmaatregelen die in acht moeten worden genomen:
1. Zwangerschap: Speciale voorzichtigheid is geboden bij het uitvoeren van lymfedrainage tijdens de zwangerschap.
2. Kanker: Lymfedrainage mag niet worden uitgevoerd op gebieden met actieve tumorgroei of lymfoedeem veroorzaakt door kanker.
3. Infecties: Lymfedrainage mag niet worden toegepast op gebieden met acute infecties of koorts.

Lymfedrainage is een effectieve therapie die veel voordelen kan bieden voor mensen met lymfatische aandoeningen of behoefte hebben aan ontgifting en immuniteitsversterking.